# Kjell Isaksson
Kjell Isaksson   (Härnösand, 28 de febrer de 1948) nom abreujat de Kjell Gunnar Isaksson és un saltador de perxa retirat de Suècia, que va batre el rècord mundial diverses vegades el 1972.

## Salt de perxes
Primer va batre el rècord establert per Christos Papanikolaou de Grècia i la Universitat Estatal de San José dos anys abans, en saltar 5,51 metres a Austin, Texas, convertint-se en el segon home que va deixar lliure els 18 peus. Una setmana després el va millorar a 5,54 m a Los Angeles, Califòrnia. La seva tècnica va inspirar diversos aspectes del model Petrov / Bubka. Dos mesos després, va afegir un centímetre més en una trobada a Helsingborg, Suècia. El seu rècord rècord es va acabar el 2 de juliol de 1972, quan el vigent campió olímpic Bob Seagren va saltar 5,63 m a les proves olímpiques dels Estats Units. Isaksson va establir la seva millor marca personal a 5,59 m a El Paso, Texas, el 23 de maig de 1972.
Isaksson va competir als Jocs Olímpics de 1968, 1972 i 1976 amb el millor resultat del desè lloc el 1968. El 1972 es va veure minvat per un canvi sobtat de normes per part de la IAAF i no va poder eliminar cap alçada. Va aparèixer a la portada de Track and Field News diverses vegades a partir de l'abril de 1971, després de març, abril i juny de 1972 (amb Seagren). A nivell nacional, va guanyar el títol de salt de perxa el 1968–71 i el 1973–79 i va participar en les bitlles als anys 2000.

## Superestrelles
Isaksson va assolir fama internacional a finals dels anys setanta com un dels competidors de Superstars amb més èxit, guanyant dos títols europeus i quedant segon en el primer Campionat Mundial de 1977. Va dominar la competició europea el 1975 i el 1976, derrotant dues vegades l'estrella britànica David Hemery i aconseguint 56 punts (d’un màxim de 80) a la final del 1975. Isaksson era particularment fort en les proves corrents (on només se li permetia competir després de regalar "handicaps" als seus rivals) i al gimnàs. Guanyaria punts addicionals en les competicions d’alçament de pes aixecant pesos més elevats en proporció al seu pes corporal que els seus adversaris més pesats. Això li va donar una gran oportunitat al Campionat Mundial de 1977, tot i que la IAAF el va impedir desqualificar-lo de la competició professional d'atletisme (i, per tant, de les proves corrents). Això va donar al seu rival nord-americà Bob Seagren un avantatge important. Ara retirat de l’atletisme, Seagren era lliure de competir en les proves corrents i va sumar prou punts aquí per guanyar a Isaksson al segon lloc. Fins que Brian Hooper va guanyar la darrera final mundial el 1982, Isaksson va ser la superestrella europea amb més èxit.

### Rècord de superestrelles
| Curs | Esdeveniment      | Posició |
| ---- | ----------------- | ------- |
| 1975 | Escalfor espanyol | 1r      |
| 1975 | Final europea     | 1r      |
| 1976 | Calor sueca       | 1r      |
| 1976 | Final europea     | 1r      |
| 1977 | Final Mundial     | 2n      |
| 1980 | Internacional     | 2n      |